# Abdülmecid II
Pour les articles homonymes, voir Abdülmecid.
Abdülmecid II ou Abdulmejid II (29 mai 1868 - 23 août 1944) est le 101e et l'un des derniers califes du monde musulman (1922-1924). Sa fonction est uniquement religieuse, le sultanat ayant été aboli par le républicain Mustafa Kemal en novembre 1922. Dans le monde arabe, Hussein ben Ali lui succède pendant seulement quelques mois,. Tous les deux sont traditionnellement considérés comme les derniers califes de l'islam sunnite.
Il meurt en exil à Paris en 1944 puis son corps est transporté à Médine pour y être enterré.
À côté de son activité de calife, Abdülmecid II s'implique dans la peinture et réalise plusieurs toiles représentant son épouse lisant Goethe ou jouant Beethoven. Il collectionne aussi les papillons.

## Biographie

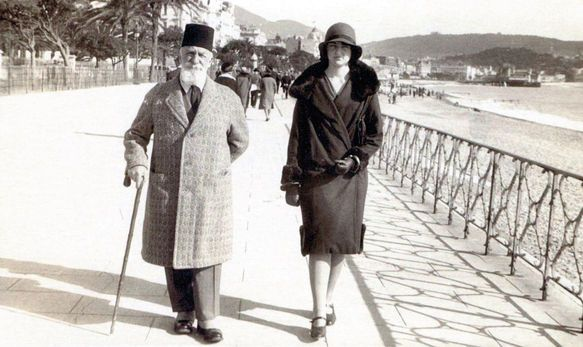
Abdülmecid et Dürrüşehvar à Nice, promenade des Anglais (années 1930).

Il est élu calife en novembre 1922 par la Grande assemblée nationale de Turquie à Ankara après la déposition du dernier sultan, son cousin Mehmed VI. En mars 1924, il est à son tour déposé. Cette abolition unilatérale du califat par les autorités politiques turques au détriment de ses successeurs Ahmed Nihad Efendi et Osman Fouad ouvre le champ des prétentions au califat à Hussein ben Ali, qui est proclamé calife quelques jours après sa déposition, à Amman.
Il est aussi un nom important de la peinture turque du début du XXe siècle. Après sa déposition, il s'exile en France, demeurant chef de la dynastie ottomane. Il meurt en août 1944 à Paris, puis est enterré à Médine (Arabie saoudite).
Sa fille, Dürrüşehvar Sultan, épouse Azam Jah, fils de Asaf Jah VII.